# Tom Habscheid
Tom Habscheid (* 11. August 1986) ist ein luxemburgischer Kugelstoßer.
Habscheid wuchs in Useldingen auf und probierte sich in verschiedenen Sportarten aus. Aufgrund eines angeborenen verkürzten Bein musste er jedoch beispielsweise eine Fußballkarriere aufgeben. Er machte eine Bäckerausbildung. Die Sommer-Paralympics 2012 inspirierten ihn in die Leichtathletik zu gehen. Er trat in den Verein Celtic in Diekirch ein und entdeckte sein Interesse an verschiedenen Wurfdisziplinen, wie Kugelstoßen und Diskuswurf. 2013 nahm er durch eine Wildcard erstmals an den Weltmeisterschaften teil und belegte den 5. Platz. 2014 gewann er den World Cop im Diskuswurf. 2015 wechselte er zum CA Dudelange. 2016 nahm er an den Paralympics teil und belegte den 7. Platz. Bei den Weltmeisterschaften 2019 wurde er Zweiter und qualifizierte sich damit für die Paralympics in Tokio 2020. Bei diesen Weltmeisterschaften stellte er einen neuen Weltrekord in der Kategorie F63 auf. Im selben Jahr erlitt er einen Muskelfaserriss. Bei den auf 2021 verschobenen Paralympischen Spielen war er der einzige luxemburgische Teilnehmer und belegte im Kugelstoßwettkampf den vierten Platz. Kurz darauf gab er bekannt seine internationale Karriere zu beenden.
Im Jahr 2024 nahm er wieder an den Paralympischen Sommerspielen in Paris teil und war bei der Eröffnungsfeier neben Katrin Kohl der Fahnenträger für Luxemburg.

## Ehrungen
Er wurde von 2013 bis 2018 mehrfach als Luxemburgs Sportler des Jahres nominiert und erhielt 2014 und 2021 den Prix Sport et Handicap. 2019 erhielt Habscheid am Luxemburger Nationalfeiertag das Ritterkreuz des Verdienstordens des Großherzogtums Luxemburg. Zudem wurde er 2016 und 2018 als bester Sportler der Stadt Düdelingen geehrt.